# 전영규
전영규(全瑛圭, 1988년 5월 26일 ~ )는 대한민국의 바둑 기사이다.

## 약력
2005년 제102회 연구생 입단대회를 통해 입단하였으며, 2011년 5단을 거쳐 2014년 12월에 6단으로 승단하였다. 2006년 제2기 한국물가정보배 본선과 제6기 오스람코리아배 본선, 제17기 비씨카드배 본선에 각각 진출했다. 2010년 2010 olleh kt본선에 올랐고 원익배 십단전 3~6기에 4년 연속으로 본선에 진출했다. 2011년 제16회 삼성화배배 본선32강에 올랐다.
목진석 9단이 주도하여 만든 바둑 공동연구 모임 으뜸연구회에 참여한다. 2023년 8단으로 승단했다.